# Johannes Legrant
Johannes Legrant (... – 1440) è stato un compositore e cantore francese, appartenuto alla scuola di Borgogna ed attivo nei primi anni del Rinascimento.

## Biografia
Poco si conosce dei suoi primi anni di vita, cosa abbastanza comune per i compositori del XV secolo, essendovi problemi di identificazione dovuti alla scarsità delle fonti e alla diversa grafia dei nomi. Tra il 1423 e il 1424 può essere stato vicario nella chiesa di St. Vincent a Soignes, una collegiata con una scuola musicale. I registri della Cattedrale di Anversa menzionano un certo Heer Jan le Grant come cantore della cappella dal 1441 al 1443 e questa persona potrebbe essere Legrant. 
Tutta la sua musica giunta fino a noi è musica vocale. Il suo stile è molto affine a quello degli inizi della scuola di Borgogna ed assomiglia ai primi lavori di Guillaume Dufay e Gilles Binchois. Egli scrisse eleganti melodie sullo stile della scuola di Borgogna e usò le forme della musica profana tipiche dei burgundi, ovvero rondeau e ballate. Le forme imitative sono preminenti nella sua produzione.
Oltre alla musica profana – quattro rondeau ed una ballata – ci sono pervenuti quattro pezzi di musica sacra: due Gloria parti di messe a due e tre voci e un Credo a tre voci. 
Non è noto se fosse parente di Guillaume Legrant, un compositore contemporaneo più famoso di Johannes. La ballata attribuita a Johannes, secondo alcuni, sarebbe invece di Guillaume secondo le caratteristiche di composizione in essa adottate.